# KR이론
수학에서, KR이론(KR理論, 영어: KR-theory)은 대합을 갖춘 위상 공간 위의 안정 벡터 다발을 분류하는, 위상 K이론의 일종이다.

## 정의
대합 공간(영어: space with involution, Real space) {\displaystyle (X,\tau )}은 다음과 같은 데이터로 주어진다.
- 콤팩트 하우스도르프 공간 {\displaystyle X}
- 대합인 연속 자기 함수 {\displaystyle \tau \colon X\to X}, {\displaystyle \tau \circ \tau =\operatorname {id} _{X}}

대합 공간 {\displaystyle (X,\tau )} 위의 대합 벡터 다발(영어: vector bundle with involution, Real vector bundle)은 다음과 같은 데이터로 주어진다.
- 복소수 벡터 다발 {\displaystyle \pi \colon E\twoheadrightarrow X}
- {\displaystyle E} 위의 연속 대합 {\displaystyle \tau _{E}\colon E\to E}

이는 다음 두 조건을 만족시켜야 한다.
- 영단면을 {\displaystyle 0_{E}\colon X\to E}라고 하면, {\displaystyle \pi \circ \tau _{E}\circ 0_{E}=\tau }이다.
{\displaystyle {\begin{matrix}E&{\overset {\tau _{E}}{\to }}&E\\{\scriptstyle \!\!\!\!0_{E}}\uparrow {\scriptstyle \color {White}0_{E}\!\!\!\!}&&{\scriptstyle \color {White}\!\!\!\!\pi }\downarrow {\scriptstyle \pi \!\!\!\!}\\X&{\underset {\tau }{\to }}&X\end{matrix}}}
- {\displaystyle \tau _{E}\colon E\to E}는 ({\displaystyle \tau \colon X\to X} 위의) 실수 벡터 다발의 동형 사상이며, 임의의 {\displaystyle x\in E}에 대하여 {\displaystyle (\tau _{E}\upharpoonright E_{x})\colon E_{x}\to E_{\tau (x)}}는 복소수 벡터 공간의 반선형 변환이다. 즉, {\displaystyle v\in E_{x}} 및 {\displaystyle \lambda \in \mathbb {C} }에 대하여 {\displaystyle \tau _{E}(\lambda v)={\bar {\lambda }}\tau _{E}(v)}이다.

대합 공간 위의 대합 벡터 다발들의 직합을 취할 수 있으며, 이에 따라서 주어진 대합 공간 위의 대합 벡터 다발의 동형류는 가환 모노이드를 이룬다. 이 가환 모노이드의 그로텐디크 구성을 대합 공간의 KR군이라고 한다.

## 성질

### 다른 K이론과의 관계
복소수 벡터 다발의 위상 K군 {\displaystyle \operatorname {KU} ^{0}(-)}과 실수 벡터 다발의 위상 K군 {\displaystyle \operatorname {KO} ^{0}(-)}은 KR군의 특별한 경우로 주어진다.
콤팩트 하우스도르프 공간 {\displaystyle X} 위에 항등 함수인 대합 {\displaystyle \operatorname {id} _{X}}을 부여하자. 그렇다면, 이 대합 공간 위의 대합 벡터 다발 {\displaystyle (E,\tau _{E})}이 주어졌을 때, 항상 실수 벡터 다발
{\displaystyle E_{\mathbb {R} }=\{v\in E\colon \tau _{E}(v)=v\}}
{\displaystyle E\cong E_{\mathbb {R} }\otimes \mathbb {C} }
을 정의할 수 있으며, 따라서 그 위의 대합 벡터 다발(의 동형류)은 {\displaystyle X} 위의 실수 벡터 다발(의 동형류)과 동치이다. 따라서, 이 경우 KR군은 KO군과 같다.
{\displaystyle \operatorname {KR} ^{0}(X,\operatorname {id} _{X})=\operatorname {KO} ^{0}(X)}
콤팩트 하우스도르프 공간 {\displaystyle X}가 주어졌을 때, {\displaystyle X\times \{\pm 1\}} 위에 대합
{\displaystyle (x,\pm 1)\mapsto (x,\mp 1)}
을 부여하자. 그렇다면, {\displaystyle X\times \{\pm 1\}} 위의 대합 벡터 다발은 {\displaystyle X} 위의 복소수 벡터 다발과 동치이다. 따라서, 이 경우 {\displaystyle X\times \{\pm 1\}}의 KR군은 {\displaystyle X}의 KU군과 같다.
{\displaystyle \operatorname {KR} ^{0}(X\times \{\pm 1\},(x,\pm 1)\mapsto (x,\mp 1))=\operatorname {KU} ^{0}(X)}

### 보트 주기성
일반 위상 K이론과 마찬가지로, 축소 KR군(영어: reduced KR-group) {\displaystyle \operatorname {\widetilde {KR}} ^{0,0}(X)}을 정의할 수 있다.
유클리드 공간 {\displaystyle \mathbb {R} ^{m+n}} 위에 대합
{\displaystyle (x,y)\mapsto (x,-y)\qquad (x\in \mathbb {R} ^{m},\;y\in \mathbb {R} ^{n})}
을 부여한 것을 {\displaystyle \mathbb {R} ^{m,n}}으로 표기하자. 그 속의 {\displaystyle m+n-1}차원 공 및 초구를 다음과 같이 표기하자.
{\displaystyle \mathbb {D} ^{m,n}=\{(x,y)\in \mathbb {R} ^{m,n}\colon \|x\|^{2}+\|y\|^{2}\leq 1\}\cong \mathbb {D} ^{m+n}}
{\displaystyle \mathbb {S} ^{m,n}=\{(x,y)\in \mathbb {R} ^{m,n}\colon \|x\|^{2}+\|y\|^{2}=1\}\cong \mathbb {S} ^{m+n-1}}
그렇다면, 다음과 같이 두 개의 등급을 갖는 (축소) KR군들을 정의할 수 있다.
{\displaystyle \operatorname {KR} ^{m,n}(X)=\operatorname {KR} ^{0,0}(X\times \mathbb {D} ^{m,n})}
{\displaystyle \operatorname {\widetilde {KR}} ^{m,n}(X)=\operatorname {\widetilde {KR}} ^{0,0}(X\wedge \mathbb {D} ^{m,n})}
(여기서 {\displaystyle \wedge }는 분쇄곱이다.) 그렇다면, 다음과 같은 보트 주기성(영어: Bott periodicity)이 성립한다.
{\displaystyle \operatorname {KR} ^{m,n}(X)\cong \operatorname {KR} ^{m+1,n+1}(X)\cong \operatorname {KR} ^{m+8,n}(X)}
즉, KR군은 오직 {\displaystyle (m-n){\bmod {8}}}에만 의존한다. 보통
{\displaystyle \operatorname {\widetilde {KR}} ^{m,n}(X)=\operatorname {\widetilde {KR}} ^{n-m}(X)}
으로 표기한다. 특히, {\displaystyle \mathbb {S} ^{m,n}}은 ‘{\displaystyle m-n-1}차원 초구’로 해석되며, 이를 통하여 음의 차원의 초구를 생각할 수 있다.
실수 · 복소수 K이론의 보트 주기성은 KR이론의 보트 주기성의 특수한 경우이다.

## 응용
끈 이론에서, 오리엔티폴드가 주어진 시공간은 대합 공간을 이루며, 그 위의 D-막들은 KR군에 의하여 분류된다.:§6

## 역사
1966년에 마이클 아티야가 도입하였다. 이름 ‘KR’에서, ‘K’는 원래 K이론에서 딴 것이다. (이는 독일어: Klasse 클라세[*]의 첫 글자이다.) ‘R’는 영어: real 리얼[*]의 첫 글자이다.